# 雜色鸚䲁
雜色鸚䲁（學名：Scartichthys variolatus），為輻鰭魚綱鳚形目䲁科鸚䲁屬的一種，分布於東南太平洋智利德斯文圖拉多斯群島、胡安·費南德茲群島海域，深度1至9公尺，背鰭硬棘11-12枚、背鰭軟條17-18枚、臀鰭硬棘2枚、臀鰭軟條19-20枚，體長可達16.3公分，棲息在沿海水淺的岩礁區，雌魚產附著性卵，雄魚有護卵行為，幼魚為浮游性，生活習性不明。